# خوان فرنسيسكو لويس
خوان فرنسيسكو لويس (بالإنجليزية: Juan Francisco Luis)‏ هو سياسي أمريكي، ولد في 10 يونيو 1940 في فيكويس في الولايات المتحدة، وتوفي في 4 يونيو 2011 في الولايات المتحدة. حزبياً، نشط في Independent Citizens Movement ‏. وقد انتخب نائب حاكم جزر العذراء الأمريكية ‏ (6 يناير 1975 – 2 يناير 1978) وانتخب Senator of the United States Virgin Islands ‏ وانتخب حاكم جزر العذراء الأمريكية ‏ (2 يناير 1978 – 5 يناير 1987).